# Songs from Instant Star 3
Songs from Instant Star Three è la colonna sonora della terza stagione della serie televisiva Instant Star.
Tutti i brani del CD sono stati originariamente cantati da Alexz Johnson, ma quando l'attrice firmò un contratto con la Capitol Records venne deciso di far incidere ad altri artisti le canzoni della colonna sonora. La ragione di questa scelta è stata quella di ridurre la confusione di Alexz che nel frattempo stava registrando il suo primo album da solista. Durante lo show molte canzoni verranno comunque cantate da Alexz Johnson.
Anche il personaggio di Tyler Kyte, Vincent Spiederman, registrerà un singolo da solista,  e Karma avrà una carriera musicale che sarà di secondaria importanza nello show.
Amazon.ca afferma che i motivi per i quali Alexz non ha inciso tutte le canzoni del disco sarebbero di tipo legale.
Nel telefilm, le canzoni della terza serie unite a quelle della quarta sono andate a formare il terzo album di Jude Harrison (Alexz Johnson) intitolato prima My Turn, e dopo la sua rimasterizzazione (causata dal suo flop) My REturn.
Il cd uscito in Canada il 3 luglio 2007 sotto la Orange Record Label che ha dichiarato che il CD è stato pubblicato ad iTunes in musica digitale il 10 luglio 2007. Tuttavia la colonna sonora non è ancora disponibile negli iTunes Music Store statunitensi.
Il 7 giugno uno dei produttori del CD, Stephen Stohn, ha annunciato che sulla scia di questo album sarebbe uscito Instant Star: Greatest Hits, contenente anche una canzone del prossimo CD, Songs from Instant Star Four.
Il primo singolo tratto dal CD, Where Does It Hurt, è disponibile su iTunes e Puretracks per i residenti in Canada.

## Tracce
| #   | Titolo                          | Artista        | Autori                                         | Durata |
| --- | ------------------------------- | -------------- | ---------------------------------------------- | ------ |
| 1.  | "Where Does It Hurt"            | Alexz Johnson  | Greg Johnston, Rob Wells, Christopher Ward     | 4:21   |
| 2.  | "Waste My Time"                 | Cory Lee       | Fred St-Gelais, Rob Wells, Christopher Ward    | 2:55   |
| 3.  | "What You Need"                 | Tyler Kyte     | Tyler Kyte, Dave Thomson                       | 3:45   |
| 4.  | "I Don't Know If I Should Stay" | Alexz Johnson  | Marc Jordan, Jeen O'Brien, Rob Wells           | 3:31   |
| 5.  | "Just the Beginning"            | Damhnait Doyle | Damhnait Doyle, St-Gelais, Rob Wells           | 3:53   |
| 6.  | "Love to Burn"                  | Cory Lee       | Chris Anderson, Rob Wells, Christopher Ward    | 4:05   |
| 7.  | "Unraveling"                    | Tyler Kyte     | Greg Johnston, Christipher Ward                | 3:41   |
| 8.  | "Don't You Dare"                | Alexz Johnson  | Luke McMaster, Damhnait Doyle                  | 3:55   |
| 9.  | "I Will Be the Flame"           | Cory Lee       | Dave Thomson, Damhnait Doyle, Christopher Ward | 3:15   |
| 10. | "Worth Waiting For"             | Tyler Kyte     | Greg Johnston, Luke McMaster, Christopher Ward | 3:31   |
| 11. | "Darkness Around the Sun"       | Damhnait Doyle | Dave Thomson, Marc Jordan, Rob Wells           | 3:19   |
| 12. | "Shooting Star"                 | Lindsay Robins | Greg Johnston, Damhnait Doyle, Rob Wells       | 3:03   |
| 13. | "The Breakdown"                 | Alexz Johnson  | Brendan Johnson                                | 3:13   |
| 14. | "No Shoes No Shirt"             | Cory Lee       | Cory Lee, R. Gayle, C. Perry, P. Alexander     | 3:26   |

### Singolo
1. "Where Does It Hurt" — Alexz Johnson (Greg Johnston, Rob Wells, Christopher Ward)

## Curiosità
- La traccia numero 2, Waste My Time, è una cover dell'omonima canzone contenuta nell'album Songs from Instant Star.
- La canzone No Shoes, No Shirt è il primo singolo dell'album "Sinful Innocence" della cantante canadese Cory Lee, che nel telefilm interpreta Karma.